# Stephen Wooldridge
Stephen Brian Wooldridge (Sídney, 17 de octubre de 1977-14 de agosto de 2017) fue un deportista australiano que compitió en ciclismo en la modalidad de pista, especialista en las pruebas de persecución por equipos.
Participó en los Juegos Olímpicos de Atenas 2004, obteniendo una medalla de oro en la prueba de persecución por equipos (junto con Graeme Brown, Brett Lancaster, Bradley McGee y Luke Roberts).
Ganó cinco medallas en el Campeonato Mundial de Ciclismo en Pista entre los años 2002 y 2006.
En 2005 fue condecorado con la Medalla de la Orden de Australia (OAM). Falleció por suicidio en 2017, a la edad de 39 años.

## Medallero internacional
| Juegos Olímpicos   | Juegos Olímpicos             | Juegos Olímpicos  | Juegos Olímpicos        |
| Año                | Lugar                        | Medalla           | Competición             |
| ------------------ | ---------------------------- | ----------------- | ----------------------- |
| 2004               | Atenas (Grecia)              | Medalla de oro    | Persecución por equipos |
| Campeonato Mundial |                              |                   |                         |
| Año                | Lugar                        | Medalla           | Competición             |
| 2002               | Ballerup (Dinamarca)         | Medalla de oro    | Persecución por equipos |
| 2003               | Stuttgart (Alemania)         | Medalla de oro    | Persecución por equipos |
| 2004               | Melbourne (Australia)        | Medalla de oro    | Persecución por equipos |
| 2005               | Los Ángeles (Estados Unidos) | Medalla de bronce | Persecución por equipos |
| 2006               | Burdeos (Francia)            | Medalla de oro    | Persecución por equipos |

1. ↑  Compitió en la ronda de clasificación.